# Phyllobrotica lengi
Phyllobrotica lengi es una especie de insecto coleóptero de la familia Chrysomelidae. Fue descrita en 1910 por Blatchley.